# Peter Vavrák
Peter Vavrák (* 11. května 1982) je slovenský šachový mezinárodní mistr. Nejlepšího ratingu ELO dosáhl v říjnu 2008 a to sice 2478.
Je posledním mladým šachistou, jehož trénoval šachový mistr Ján Šefc. Již na evropském šampionátu v Rimavské Sobotě 1992, v kategorii do deseti let, na sebe upozornil 4. místem. Dále se umístil s Pavolem Pčolou na děleném prvním místě na open Prešov 1999 a poté vyhrál open Banská Bystrica 2000. Na tři roky vysokoškolského studia získal šachové stipendium v Dallasu, USA. V zámoří vyhrál např. turnaj v Edmontonu 2006. Po návratu a ukončení studií zkoušel dráhu šachového profesionála, poté nicméně nastoupil do běžného zaměstnání. Dále zvítězil na open Galanta 2007 a open Tatry 2007. Na mistrovství SR 2007 v Banské Štiavnici skončil třetí za Movsesjanem a Markošem, v roce 2008 ve Zvolenu se stal mistrem Slovenska, za což získal reprezentační nominaci na šachovou olympiádu v Drážďanech. Jako náhradník zde uhrál 6/9. Na turnaji Pula 2008 skončil 2. a zároveň si uhrál první normu velmistra.